# Famille Gril

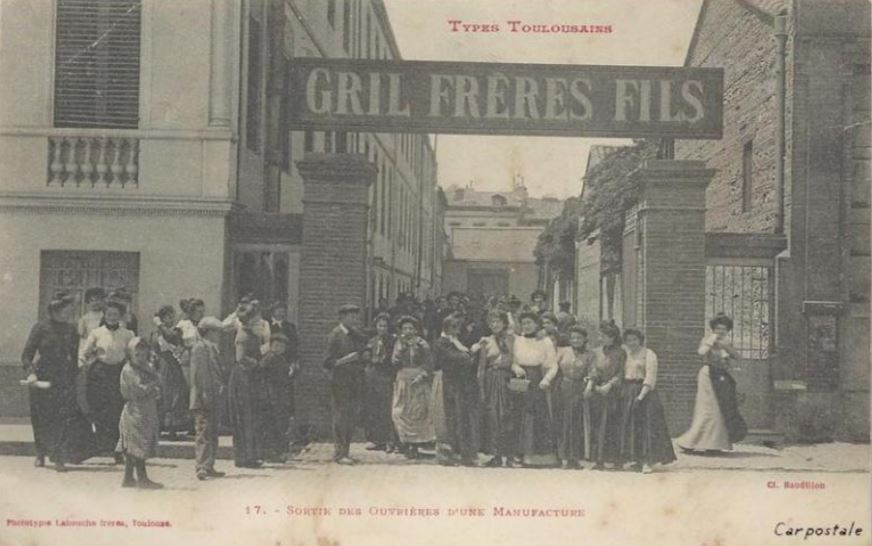
Photographie d'époque de la sortie des ouvrières de l'usine Gril frères et fils (actuelle impasse Saint-Aubin).

La famille Gril est une famille d'industriels toulousains ayant fait fortune dans la fabrication de chaussures, qui est un secteur en plein effervescence au milieu du XIXe siècle. La plus ancienne manufacture de la ville date de 1868.
Les usines de fabrication de chaussures Gril frères et fils sont parmi les plus importantes de la ville. L'une d'elles se situait rue Riquet (actuels no 39-41), l'autre rue des Vases (actuels no 6-8). Des cartes postales d'époque représentent la sortie des ouvrières de la manufacture Gril frères et fils. En 1892, la seule manufacture de la rue des Vases employait 200 personnes. À titre de comparaison, en 1900 la ville de Toulouse comptait 3500 personnes employées dans l'industrie de la chaussure.

## Histoire
Bertrand Gril, fils d'un cordonnier audois (Marty ou Martin Gril) s'installe à Toulouse et crée avec son épouse, Marie-Anne Loubet, une manufacture de chaussures. George Gril (18 mai 1862-25 juin 1920), son frère, travaille dans la même spécialité et vient s'implanter à Toulouse. Georges et Louis Gril, leurs fils et cousins, prennent la succession de leurs pères, donnant à l'usine son nom à la manufacture de chaussures Gril frère et fils.
La sœur de Marthe Condat (première femme agrégée de médecine), Honorine Condat (née le 2 novembre 1872), épouse Georges Marie Antoine Gril le 11 février 1896. Cela amène Marthe Condat à rejoindre sa sœur à Toulouse chez Georges Gril pour ses études. Elle reçoit probablement l'aide de son beau-frère, George Gril, pour poursuivre ses études à Paris. George Gril décède le 25 juin 1920. La famille Gril accueille la famille Condat la même année.
La fabrique de chaussures familiale fournit l'armée française lors de la Première Guerre mondiale, elle est donc concernée par la loi du 1er juillet 1916 sur les marchés de guerre passés durant la guerre (bénéfices exceptionnels), et par la loi du 31 mai 1933 (marchés de guerre). Sont ainsi concernés Georges, en qualité de représentant, et Louis Gril, en tant que manufacturier.

## Constructions
Dans la lignée des industriels au début du XIXe siècle (à la manière de Henry Frugès), la famille Gril entreprend la construction de lotissements à Toulouse, dans les années 1920. Au début des années 1920, Louis Gril entreprend la construction du lotissement du Grand parc à Toulouse, pour une surface de 90 000 m2. La construction des maisons et la division des terrains commence en 1922, cependant la loi du 19 juillet 1924 oblige les lotisseurs à viabiliser les parcelles avant de les commercialiser. Louis Gril ne s'étant pas occupé de cette question, les lotissements souffrent d'un problème d'évacuation des eaux. Ces difficultés aboutissent à une condamnation de Louis Gril par le tribunal de Toulouse en 1931. À la fin des années 1950, Pierre Gril, fils du fondateur, vend une partie des terrains à une société immobilière. Il fait lui-même édifier un ensemble de 43 logements, dont le permis est délivré en 1959.
En 1924, Louis Gril fait construire la villa du Grand Parc (actuel no 114 avenue Paul-Crampel) par Edmond Pilette. La maison du 9 rue Bertrand-Gril est également réalisée selon ses plans.

## Héritage
Il existe un tombeau familial Gril et Condat avec concession à perpétuité au cimetière de Salonique à Toulouse.

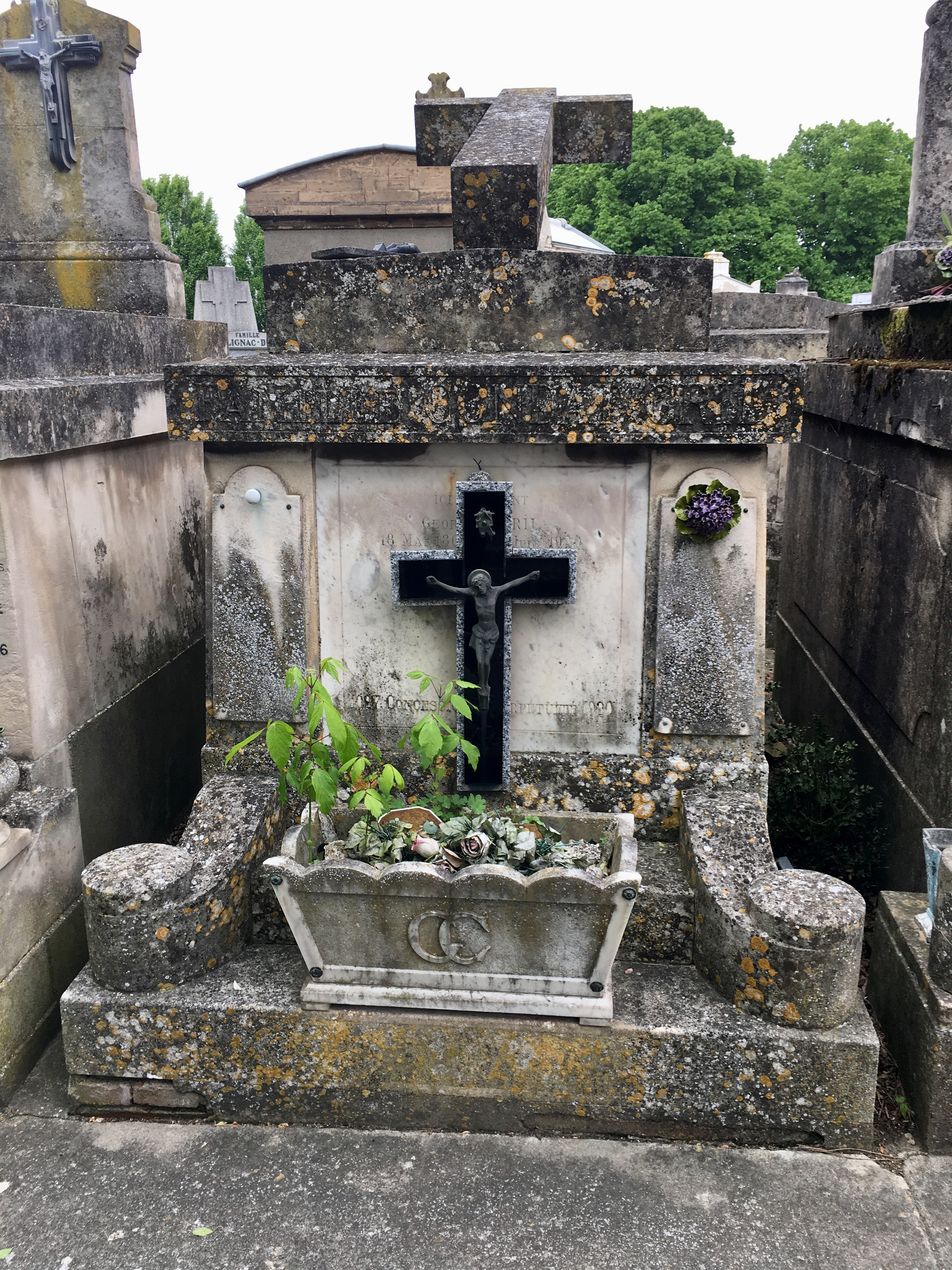
Tombeau des familles Gril et Condat à Toulouse

## Postérité
Jeanne Alphonsine Gril est l'épouse d'Eugène Curvale, architecte toulousain. De leur union naissent deux fils : Gaston et Albert Curvale.
Une rue de Toulouse porte le nom Bertrand Gril.